# Великая Вовнянка
Вели́кая Во́внянка (укр. Велика Вовнянка) — село, входит в Таращанский район Киевской области Украины.
Население по переписи 2001 года составляло 538 человек. Почтовый индекс — 09532. Телефонный код — 4566. Занимает площадь 3,969 км². Код КОАТУУ — 3224481001.

## Местный совет
09532, Київська обл., Таращанський р-н, с.Велика Вовнянка